# 永定厝 (雲林縣)
23°47′48″N 120°25′01″E / 23.796533°N 120.41686°E
永定厝，是台灣雲林縣二崙鄉的一個傳統地域名稱，位於該鄉東部。相較於今日行政區，其範圍大致包括永定村、安定村不含西南端、大義村東北部、崙東村北部凸出部分的北側、崙西村東北端。

## 歷史
台灣清治末期至日治初期，永定厝地區為一街庄，稱為「永定厝庄」，隸屬於西螺堡。該庄北與新庄仔庄為鄰，東與埔心庄、社口庄為鄰，南邊為二崙仔庄、大義崙庄，西邊為港後庄。。
1901年（日治明治三十四年）11月，全台廢縣廳改設二十廳，該庄隸屬於斗六廳。1903年（明治三十六年）6月，該庄編入「新社區」，隸屬於斗六廳。1909年（明治四十二年）10月，合併二十廳為十二廳，新社區改隸屬於嘉義廳。1920年（大正九年），全台地方制度大改正，廢十二廳改設五州二廳，該庄改制為「永定厝」大字，隸屬於臺南州虎尾郡二崙庄。
戰後二崙庄改制為二崙鄉，隸屬於臺南縣，大字亦改制為村。1950年10月，雲、嘉、南分治，二崙鄉改隸屬雲林縣。

## 聚落
本地區發展較早的聚落為永定厝、詹厝崙、頂茄塘、田藔、港後、港后（後庄）、田頭仔等，在日治期初期的官方地圖上已有記載。此外，本地區尚有十磅仔聚落。

## 交通
省道台19線又稱「中央公路」，是彰化至台南永康的幹道，大致以東北—西南走向經過永定厝地區西北部邊界外不遠處。由該道路向東北轉北微東過濁水溪自強大橋可前往竹塘、埤頭、溪湖、埔鹽等地，向西南可前往崙背、土庫西北端、褒忠、元長等地。
縣道154號（港後路、永定路）是麥寮六輕廠至林內的道路，也是雲林縣最北側的橫貫縣道，大致以西微南—東微北走向蜿蜒經過本地區北部。由該道路向西微南可前往崙背中北部、麥寮的六輕廠等地；向東微北可前往西螺、莿桐中北部、林內等地。
縣道154甲線是埔心至崙背的道路，大致以東北—西南走向經過本地區東南部邊界。由該道路向東北可前往社口西北部、埔心南部並止於縣道154號大彎道路口；向西南可前往二崙、惠來厝中南部、羅厝中北部、崙背並止於縣道156號路口。
鄉道雲25線是義莊至永定厝的道路，其南側端點（終點）位於永定厝聚落西北側的鄉道雲26線路口。由此向東北出聚落並出境後，經大北園聚落轉北可前往新庄子地區中北部的義庄聚落西側並止於鄉道雲24線轉角路口。
鄉道雲26線是荷苞嶼至永定厝的道路，其東側端點（終點）位於永定厝聚落中央偏東南的縣道154號路口。由此向西北微北轉西北微西，經鄉道雲25線終點路口後出聚落轉西北西，至本地區北部邊界轉西微南沿邊界而行，其後沿邊界轉西微北再轉西北，於本地區西北角出境後，可前往港後地區東南部的荷苞嶼聚落中央偏西並止於鄉道雲19線路口。
鄉道雲28線是港後至新社的道路，大致以西北西—東南東走向由本地區西部邊界中央偏南處蜿蜒入境後，轉東北過新義崙大排二號橋後轉東南東，經田寮仔聚落、鄉道雲28-1線起點路口後轉東北東蜿蜒而行，其後轉東北微東，經鄉道雲35線路口後至經頂茄塘聚落轉東北，至本地區東部邊界經鄉道雲28-1線終點路口轉東北東出聚落並出境。由該道路向西北西可前往港後並止於縣道154號路口；向東北東可前往社口與埔心交界地帶、社口、新社並止於縣道145號路口。
鄉道雲28-1線是田寮仔至頂茄塘的道路，全線幾乎位於本地區境內，其東側端點（終點）位於本地區東部邊界中央略偏北的鄉道雲28線路口（頂茄塘聚落東側偏北）。由此向北北西沿邊界而行，至鄉道雲28-2線起點路口轉西北西，經鄉道雲35線路口轉西南微西，至詹厝崙聚落西北側轉西南，可前往本地區南部的田藔仔聚落東郊並止於鄉道雲28線另一路口。
鄉道雲28-2線是安定（頂茄塘）至埔心的道路，其西側端點（起點）位於本地區東部邊界中央略偏北的鄉道雲28-1線路口（頂茄塘聚落東北側）。由此向北微東大致沿邊界而行，經縣道154號路口後轉北微西續沿邊界而行以至於本地區東北角出境，可前往埔心與新庄子交界地帶、埔心地區的溝仔墘聚落、埔心聚落並止於縣道154號舊線（埔心路）路口。
鄉道雲30線是頂茄塘至湳仔的道路，大致以東北微東—西南微西走向由本地區東部邊界中央偏南處入境後，經鄉道雲35線路口後續直行以至於本地區南部邊界偏東處出境。由該道路向東北微東可前往社口北部邊界地帶並止於縣道154甲線路口（頂茄塘聚落東郊）；向西南微西可前往二崙、田尾地區的湳仔聚落西側並止於縣道156號路口。
鄉道雲35線是永定厝至下湳的道路，其北側端點（起點）位於永定厝聚落東郊的縣道154號路口。由此向南南東直行，至詹厝崙聚落經鄉道雲28-1線路口後續直行，再經鄉道雲28線路口、鄉道雲30線路口後出境，可前往社口西南端、二崙東北角、下湳並止於鄉道雲18線路口。

## 學校
- 永定國小